# زيريلدا غراي والاس
زيريلدا غراي ساندرز والاس (6 أغسطس 1817-19 مارس 1901) السيدة الأولى لولاية إنديانا بين عامي 1837-1840، وناشطة اعتدال وقائدة في حركة حق تصويت المرأة، ومتحدثة ملهمة في سبعينيات وثمانينيات القرن التاسع عشر. كانت عضوةً في ميثاق الكنيسة المسيحية (تلاميذ المسيح) في إنديانابوليس في إنديانا. كان زوجها ديفيد والاس الحاكم السادس لولاية إنديانا، وأصبح ابنها لو والاس جنرالًا في الحرب الأهلية الأمريكية ومؤلفًا.

## النشأة والتعليم
ولدت زيريلدا غراي ساندرز في 7 أغسطس 1817 في ميلرزبورغ بولاية كنتاكي. كانت الابنة الكبرى من بين خمس بنات، والدهم الطبيب جون إتش ووالدتهم بولي سي (غراي) ساندرز. التحقت بعد انتهائها من تعليمها المتوسط بمدرسة داخلية في فرسايليس في كنتاكي من عام 1828 حتى عام 1830. انتقلت عائلة ساندرز حوالي عام 1830 إلى إنديانابوليس، حيث واصل والدها ممارسته الطب. كانت زيريلدا قارئةً نهمة عندما كانت شابة واهتمت بالطب.

## الزواج والعائلة
تزوجت زيريلدا البالغة من العمر تسعة عشر عامًا من ديفيد والاس البالغ من العمر سبعة وثلاثين عامًا في 25 ديسمبر 1836، وكان في ذلك الوقت نائب حاكم ولاية إنديانا وأرملًا لديه ثلاثة أبناء من زواجه الأول. أصبحت زيريلدا زوجة الأب لأبناء والاس (ويليام ولو وإدوارد)، وأنجب الزوجان ستة أطفال، عاش منهم ثلاثة حتى سن الرشد (ماري وأغنيس وديفيد).
انتُخب ديفيد في عام 1837- بعد عام من زواجه زيريلدا- حاكمًا سادسًا لولاية إنديانا من 6 ديسمبر 1837 إلى 9 ديسمبر 1840، وأصبحت زيريلدا التي كانت في أوائل العشرينات من عمرها السيدة الأولى لولاية إنديانا. عمل ديفيد لعام واحد في الكونغرس الأمريكي في عام 1841، لكنه فشل في إعادة انتخابه، وعاد إلى امتهان القانون في إنديانابوليس عام 1842.
كان قاضيًا في محكمة الاستئناف العام لمقاطعة ماريون بولاية إنديانا حتى وفاته في إنديانابوليس في 4 سبتمبر 1859. تُركت زريلدا بعد وفاة ديفيد مفلسة تقريبًا مع أطفال صغار في المنزل، لكنها رفضت المساعدة من أفراد الأسرة الآخرين، ولحسن الحظ أنها احتفظت بمكان إقامة العائلة في إنديانابوليس وجعلته مكان إقامة وإطعام لكسب المال. تولت في عام 1870 مهمة إضافية تمثلت في رعاية أطفال ابنتها ماري التي توفيت أثناء الولادة.
أصبح ابن زوج زيريلدا، لو والاس جنرالًا خلال الحرب الأهلية الأمريكية ومؤلفًا لرواية بن هور: حكاية عن المسيح. يُعتقد أن شخصية والدة بن هور صيغت على غرار شخصية زيريلدا، التي كانت أمًا مخلصة لأطفالها وأبناء زوجها. كانت زريلدا أيضًا أخت زوجة ريتشارد جوردان غاتلينغ، مخترع بندقية غاتلينغ. تزوج غاتلينغ من أخت زريلدا الصغرى جميما ساندرز.
كانت زوجة ابنها مغنية الأوبرا زيلدا سيغوين والاس، زوجة ديفيد والاس الابن، والتي قدمت عروضها في مناسبات حركة حق تصويت المرأة التي استضافتها زيريلدا والاس.